# 超方形
|                    |                      |
| 立方体（3-超方形） | 超立方体（4-超方形） |

在几何学中，超方形（英語：Hypercube），又称立方形、正测形（）是指正方形和立方体的 {\displaystyle n} 维类比（对于正方形，{\displaystyle n=2}，对于立方体，{\displaystyle n=3}）。它是一类封閉的、紧致的、凸的图形，它们的1维骨架是由一群在其所在空间对准每个维度整齐排列的等长的线段组成的，其中相对的线段互相平行，而相交于一点的线段则互相正交。在n维空间中单位超方形（棱长为1）的对角线长等于{\displaystyle {\sqrt {n}}}.
一个 {\displaystyle n} 维的超方形又被叫做n-超方形。“正测形”（Measure Polytope）也是一个常用的名字，尤其是在H.S.M.考克斯特的文章中（这个词最先是由Elte，1912发明的），但它现在已被“超方形”和“立方形”代替了。（而然在日本，由“Measure Polytope”翻译过来的“正测形”仍在使用）
超方形是一种特殊的超矩形（也被叫做正交形）。
一个单位超方形是棱长为1个单位长度的超方形。通常，一个角（或叫顶点）是 {\displaystyle 2^{n}} 个在 {\displaystyle R^{n}} 中的各坐标值等于0或1的点的超方形被特指为在这个坐标系下的基本单位超方形。

## 构造

一个展示如何从一个点构造出一个超正方体的图像

0 – 点是零维唯一的超方形。
1 – 如果让这个点移动一个单位长度，它会扫出一个线段，这就是一维的单位超方形。
2 – 如果让这个线段沿着垂直于它自己的方向移动一个单位长度，它就会扫出一个二维的正方形。
3 – 如果让这个正方形沿着垂直于它所在平面的方向移动一个单位长度，它就会创造出一个三维的立方体。
4 – 如果让这个立方体沿着垂直于它所在空间的第四方向移动一个单位长度，它就会产生出一个四维的单位超方形（一个单位四维超正方体）。
这个过程可以被推进到任意维度。这个扫出体积的过程可以被数学形式化为闵可夫斯基和：d维超方形是d个互相垂直的单位长度线段的闵可夫斯基和，因此超方形是环带多面体的一个很好的例子。
超方体的1阶骨架是一个超方形图。

## 顶点坐标
{\displaystyle n} 维的单位超方形是所有由直角坐标系{\displaystyle \left(\pm {\frac {1}{2}},\pm {\frac {1}{2}},\cdots ,\pm {\frac {1}{2}}\right)}的所有符号排列所对应的点组成的凸包。它的棱长为1，而它的n维超体积是1。
一个 {\displaystyle n} 维超方形有时也被表示为直角坐标{\displaystyle (\pm 1,\pm 1,\cdots ,\pm 1)}的所有符号排列所对应的点组成的凸包。这顶点坐标写法因为简便而经常被使用。它的棱长是2，而 {\displaystyle n} 维超体积是 {\displaystyle 2^{n}}。

## 与其它多胞形家族的关系
超方形家族是少有的几个在任何维度都出现的正多胞形家族之一。
超方形家族是三个正多胞形家族之一，被考克斯特标记为{\displaystyle \gamma _{n}}。另外两个是超方形对偶正轴形家族，标记为 {\displaystyle \beta _{n}}，以及正单纯形家族，标记为 {\displaystyle \alpha _{n}}。例外，还有第四个不由凸正多胞形而是正无穷胞形，即超空间密铺组成的家族超方形堆砌家族，标记为 {\displaystyle \delta _{n}}，它们是超方形的超空间密铺。
另外一个与超方形相关的由一系列半正多胞形组成的半正家族是半超方形家族，它们可由交错地删除对应维度超方形的顶点并在切口上添加新的正单纯形面来构造，标记为hγn。

## 元素
任何一个{\displaystyle n}-超方体（{\displaystyle n>0}）都是由低维的超方形元素组成的：它的{\displaystyle (n-1)}维表面（“维面”）是{\displaystyle (n-1)}维的超方形，它的{\displaystyle (n-2)}维边缘（“维脊”）是{\displaystyle (n-2)}维的超方形，它的{\displaystyle (n-3)}维元素（“维顶”）是{\displaystyle (n-3)}维的超方形......
{\displaystyle n}维的超方形有 {\displaystyle 2n} 个维面（一维线段有两个端点；二维正方形有4条边或叫棱；三维立方体有6个面；四维超正方体有8个胞......）和{\displaystyle 2^{n}}个顶点（例如，立方体有{\displaystyle 2^{3}}个顶点）。
一个简单的计算{\displaystyle n}-超方体"{\displaystyle n-2}"-面个数的公式是：{\displaystyle 2n^{2}-2n}
{\displaystyle n}-超方形表面上{\displaystyle m}维超方形（{\displaystyle 0\leq m\leq n}）的个数是：
{\displaystyle E_{m,n}=2^{n-m}{n \choose m}},     这里 {\displaystyle {n \choose m}={\frac {n!}{m!\,(n-m)!}}} 并且 {\displaystyle n!} 代表着 {\displaystyle n} 的阶乘。
例如，四维超正方体（{\displaystyle n=4}）包含了8个立方体（3-超方体）、24个正方形（2-超方体）、32个线段（1-超方体）和16个点（0-超方体）。
这个特性能够用组合学来证明。{\displaystyle 2^{n}}个顶点中的每一个都决定了n-超方体的一个
{\displaystyle m}维表面。我们有{\displaystyle {n \choose m}}种方法来选择哪些线段（“边”）决定了这表面所在的空间。但是因为每个表面都有{\displaystyle 2^{m}}个顶点，所以每个表面都被算了{\displaystyle 2^{m}}次，因此我们需要将结果再除以这个数。由此我们得到了上述性质。
这个结果也能被递推关系式产生出来。
{\displaystyle E_{m,n}=2E_{m,n-1}+E_{m-1,n-1}\!},     并且 {\displaystyle E_{0,0}=1\!},     并且未定义的元素 = 0.
例如，将二维空间中的正方形向三维空间延伸，在4个顶点处延伸出4条棱，最后加上第二个正方形来形成一个立方体，我们能算出总共有 {\displaystyle E_{1,3}\!} = 12 条棱。
|    |     |           | m                                                     | 0    | 1    | 2     | 3          | 4     | 5     | 6     | 7     | 8     | 9     | 10     |
| n  | γn  | n-超方形  | 名称 施莱夫利符号 考克斯特符号                        | 顶点 | 棱   | 面    | 胞 (3維面) | 4維面 | 5維面 | 6維面 | 7維面 | 8維面 | 9維面 | 10維面 |
| -- | --- | --------- | ----------------------------------------------------- | ---- | ---- | ----- | ---------- | ----- | ----- | ----- | ----- | ----- | ----- | ------ |
| -1 | γ-1 | -1-超方形 | 空多胞形 -                                            |      |      |       |            |       |       |       |       |       |       |        |
| 0  | γ0  | 0-超方形  | 頂點 (幾何) -                                         | 1    |      |       |            |       |       |       |       |       |       |        |
| 1  | γ1  | 1-超方形  | 线段 · {} ·                                           | 2    | 1    |       |            |       |       |       |       |       |       |        |
| 2  | γ2  | 2-超方形  | 正方形 · 正四邊形 · {4,3}                             | 4    | 4    | 1     |            |       |       |       |       |       |       |        |
| 3  | γ3  | 3-超方形  | 立方體 · 正六面體 · {4,3,3}                           | 8    | 12   | 6     | 1          |       |       |       |       |       |       |        |
| 4  | γ4  | 4-超方形  | 四維超正方體 · 正八胞體 · {4,3,3,3}                   | 16   | 32   | 24    | 8          | 1     |       |       |       |       |       |        |
| 5  | γ5  | 5-超方形  | 五维超正方体 · 五維正十胞體 · {4,3,3,3,3}             | 32   | 80   | 80    | 40         | 10    | 1     |       |       |       |       |        |
| 6  | γ6  | 6-超方形  | 六維超立方體 · 六維正十二胞體 · {4,3,3,3,3,3}         | 64   | 192  | 240   | 160        | 60    | 12    | 1     |       |       |       |        |
| 7  | γ7  | 7-超方形  | 七維超立方體 · 七維正十四胞體 · {4,3,3,3,3,3,3}       | 128  | 448  | 672   | 560        | 280   | 84    | 14    | 1     |       |       |        |
| 8  | γ8  | 8-超方形  | 八維超立方體 · 八維正十六胞體 · {4,3,3,3,3,3,3,3}     | 256  | 1024 | 1792  | 1792       | 1120  | 448   | 112   | 16    | 1     |       |        |
| 9  | γ9  | 9-超方形  | 九維超立方體 · 九維正十八胞體 · {4,3,3,3,3,3,3,3,3}   | 512  | 2304 | 4608  | 5376       | 4032  | 2016  | 672   | 144   | 18    | 1     |        |
| 10 | γ10 | 10-超方形 | 十維超立方體 · 十維正二十胞體 · {4,3,3,3,3,3,3,3,3,3} | 1024 | 5120 | 11520 | 15360      | 13440 | 8064  | 3360  | 960   | 180   | 20    | 1      |

### 图像
一个n维超正方体能通过一个扭曲正交投影投影到2n边形中，这里展示出了从线段到十五维超正方体的15个超方形。
| 线段                       | 正方形                     | 立方体                     |
| 4-超方体 (超正方体)        | 5-超方体 (五维超正方体)    | 6-超方体 (六维超正方体)    |
| 7-超方体 (七维超正方体)    | 8-超方体 (八维超正方体)    | 9-超方体 (九维超正方体)    |
| 10-超方体(十维超正方体)    | 11-超方体 (十一维超正方体) | 12-超方体 (十二维超正方体) |
| 13-超方体 (十三维超正方体) | 14-超方体 (十四维超正方体) | 15-超方体 (十五维超正方体) |

## 与n{\displaystyle n}-单纯形的关系
{\displaystyle n}-超方体的棱的图像等距同构于{\displaystyle (n-1)}-单纯形的表面框架的哈斯图。这种特殊关系可以通过以适当的角度看{\displaystyle n}-超方体使得相对的两个顶点处在图像的两个顶点，对应于{\displaystyle (n-1)}-单纯形自己和空集元素。每一个与最上方的顶点相连的顶点唯一的映射到{\displaystyle (n-1)}-单纯形的维面，再与之相连的顶点映射到单纯形的维脊，如此等等，并且与最下方的顶点相连的顶点映射到单纯形的棱。
这个特殊关系可以被用来高效地产生{\displaystyle (n-1)}-单纯形的表面框架，毕竟可用于计算所有多胞形表面框架的一般方法在计算上比较困难。